# Rutger Molenkamp
Rutger Molenkamp (Amsterdam, 1967) is een Nederlands sopraan- en tenorsaxofonist, componist, arrangeur, zanger en muziekleraar.

## Levensloop

### Jeugd en opleiding
Molenkamp begon klarinet te spelen toen hij tien jaar was. Zijn eerste muzikale ervaring deed hij op in verschillende musical-orkesten waaronder Star onder leiding van Jos Brink en Frank Sanders. Op zijn vijftiende schakelde hij over op tenorsaxofoon en begon jazz en popmuziek te spelen met eigen groepen.
Halverwege de jaren 1980 speelde hij als saxofonist in Extended Feet. Dit was een uitbreiding op het muziek-trio Weird Feet dat op straat  speelde in Nederland, Ierland en het Verenigd Koninkrijk
Na de propedeuse muziekwetenschappen te hebben behaald aan de UvA (1986-1987) vervolgde hij zijn opleiding aan het Sweelinck Conservatorium vanaf 1987 te Amsterdam, alwaar hij saxofoonlessen genoot van onder andere Tim Armacost. Hij studeerde af in 1993. Tot 1998 was hij vervolgens docent saxofoon op hetzelfde Sweelinck Conservatorium.

### Carrière
Hij ontving als solist in 1991 en 1992 nominaties voor de Pall Mall Exportprijs, won de eerste prijs met "Big Band Bos" olv Ruud Bos (componist) op het TROS Big Band Festival 1992 en won de eerste prijs bij de Europ' Jazz Contest 1992 in België met het jazz-quintet Meeting Point (met altsaxofonist Miguel Martinez, pianist Michiel Borstlap, bassist Thomas Winther Andersen en drummer Joost Kesselaar). Als leider van het Rutger Molenkamp Quartet (met pianist Bill Gerhardt, bassist Branko Teuwen en drummer Richard Lems) maakte hij twee CD's en toerde hij door Nederland, België en Duitsland. Daarnaast was hij solist bij zeer uiteenlopende projecten, variërend van modern klassiek (o. a. met Niko Langenhuijsen en Inés Arrubla) tot blues (o. a. met Larry 'Wild' Wrice en Jaap Dekker) en allerlei soorten wereldmuziek (o. a. met Hasta Domingo, Cedric Dandaré en Cheb Ashraf). Andere projecten waren z'n eigen nonet XXL en verschillende Frank Zappa-projecten met The Troupe van Egon Kracht. Van 1998 tot 2008 was hij actief als saxofonist, componist, arrangeur en zanger in de band Zijlstra (band) van zanger Jeroen Zijlstra. Samen met Zijlstra creëerde hij een eigen genre, 'maritieme kleinkunstjazz': zeemansliedjes gecombineerd met jazz, opgevoerd in theaters.
Vanaf de zomer van 2008 heeft hij de saxofoons neer moeten leggen door de gevolgen van de ziekte Multiple sclerose. Zijn laatste publieke optreden als saxofonist was op 15 juni 2008 samen met schrijfster Christine Otten in de Noorderparkkamer te Amsterdam. Als componist, arrangeur en muziekleraar is hij nog wel actief in verschillende projecten. Van 2012 tot 2014 was hij actief als docent Muziektheorie en Solfège aan het Utrechts Conservatorium voor de afdeling Musician 3.0.
In de periode van 2022 tot 2024 heeft Molenkamp zich aan het ROCvA en MBO College Hilversum omgeschoold naar onderwijsassistent voor in het reguliere onderwijs. Vanaf half februari 2025 is hij werkzaam op openbare basisschool Kindercampus Zuidas in Amsterdam.
Discografie (Albums waaraan Rutger Molenkamp heeft meegewerkt als saxofonist (t/m 2008), arrangeur, componist en/of producer)
(Jaartal, titel, (artiest), label)
- 1990: Fire in the toilet (Sweepsteaks) Eigen beheer
- 1993: Europ' Jazz Contest '92 (Meeting Point) B-Sharp-Records
- 1993: The Ten Year Itch (Big Band Bos) Hillstreet Jazz
- 1994: 4 in 1 (Rutger Molenkamp Quartet) A-Records
- 1995: Amor Puro (Hasta Domingo) A-Records
- 1996: Saturn Return (Rutger Molenkamp Quartet) A-Records
- 1997: Brasilia (Grupo Babette) VIA-Records
- 1997: Either Way (Leo Bouwmeester) MBD-Records
- 1997: Platina (Mylène d'Anjou) CNR Music
- 1999: Olie & Rook (Zijlstra) Klïck
- 1999: In de vismijn, Lauwersoog (Zijlstra) [single] Klïck
- 2000: Back East (Back East) BE
- 2000: Today (Liesbeth Litjens) LL02
- 2000: Blues voor Slauerhoff, Donder ze achterover, Dorpsgevoel (Zijlstra) [single] Klïck
- 2001: Lood (Kees van der Zwaard) Hystrix
- 2001: Lost Paradise (Christian Hassenstein Quartet) MDM
- 2001: Stuk (Mylène d'Anjou) Quintessence
- 2002: Tussen Den Oever & New York (Zijlstra) Invitation
- 2003: Star (Myléne d'Anjou) AG Music
- 2003: Durgerdam slaapt, Kom 't maar halen (Zijlstra) [single] Conamus
- 2004: De Doorbraak (Zijlstra) Invitation
- 2004: Live in de Kleine Komedie (Zijlstra) Blauwe Zomers
- 2005: Morgan & More (Saxo Panico) Eigen beheer
- 2006: Zonder liefde ben je nergens (Zijlstra zingt Eykman) De Harmonie
- 2007: Stel je voor (Zijlstra) Blauwe Zomers
- 2008: Troost (theatertour 2007-2008) (Egon Kracht & The Troupe) promo-uitgave
- 2008: Kalm & Ruw (Zijlstra) [dubbelalbum, verzamelaar] Blauwe Zomers
- 2009: Liefde & Dorpsgevoel (Zijlstra) Blauwe Zomers
- 2010: Scherven van een leeggedronken nacht (Frans van Deursen) PWBV
- 2011: Te Verlangen (Jan van Til) Eigen beheer
- 2011: Samen in Zee (Zijlstra) Blauwe Zomers
- 2015: De vogel in mijn borst (Frans van Deursen) Uitgeverij Rubinstein
- 2015: Welling (Hermine Deurloo + Zapp4) Tin Wood Music
- 2015: Jazz Dag Rotterdam (Hermine Deurloo + Zapp4) BUMA-JD005 2015
- 2016: Liedjes voor tegen de Kerst (Zijlstra) Blauwe Zomers
- 2016: Gebed zonder Band (Zijlstra) Blauwe Zomers
- 2016: Gered door de Band (Zijlstra) Blauwe Zomers